# Беседа господина и раба
«Диалог между господином и рабом о смысле жизни» — памятник вавилонской литературы. Произведение проникнуто пессимизмом и безысходностью. Раб одинаково одобрял как все желания своего господина, так и отказ от них, доказывая абсолютную бессмысленность всей его жизни.

 «Господин обращается к своему рабу:
— Раб, будь готов к моим услугам!
— Да, господин мой. Да.
— Позаботься. Приготовь мне колесницу и упряжь. Ко дворцу я хочу дать стремиться колеснице.
— Дай стремиться колеснице, господин мой. Дай стремиться. Царь… даст тебе сокровища (?), и они будут твои. Он… простит тебя.
Потом господин отказывается от этого желания:
— О раб, я ко дворцу не хочу дать стремиться колеснице.
— Не дай стремиться колеснице, господин мой. Не дай стремиться. В место недоступное он пошлёт тебя. В страну, которой ты не знаешь, он велит увести тебя. И днём и ночью она даст тебе видеть горе.
Господин хочет увлечься пиршеством, найти забвение, и раб готов к его услугам: „Пируй, господин мой, пируй“. Господин отказывается от этого желания и раб с ним соглашается: „Не пируй, господин мой, не пируй“.
Вельможа хочет уйти из города, вести вольную разбойничью жизнь, потому что царь сжал в кулак старую знать. Раб с ним соглашается. Когда же господин отказывается от своего намерения, то раб поддерживает его отказ.
С планом восстания против царя раб соглашается, но соглашается и с мнением своего господина, что восставать не стоит.
Надежда на благородство противника столь же тщетна.
Наконец, господин надеется найти забвение в любви женщин, и раб соглашается с ним. Но тут же вместе с господином признаёт всю горечь любви и коварство женщины.
Господин не может ожидать спасения себе и от жертвы богам. Призрачна вера в благородство людей, которых господин хочет одарить зерном. Бесполезно и оказывать благодеяния стране, ибо нет загробного возмездия. Смерть всех уравнивает, и праведника, и грешника.

— Подымись, — говорит раб, — на холмы разрушенных городов, пройдись по развалинам древности и посмотри на черепа людей, живших раньше и после: кто из них был владыкой зла и кто из них был владыкой добра?» 
Бессмысленность жизни усугубляется её краткостью. Господин, убив раба, переживает его всего на три дня.
«Диалог между господином и рабом о смысле жизни» дошёл до нашего времени в пяти повреждённых списках из Ассирии и Вавилонии. Старейший из списков датируется VII в. до н.э., наиболее поздний — IV-II вв. до н.э. Сам текст предположительно был сочинён в X в. до н.э. Диалог был в древности очень популярным и распространился в нескольких вариантах.